# Métro d'Agra
Le métro d'Agra est un réseau de transport en commun rapide à Agra, la quatrième plus grande ville de l'État d'Uttar Pradesh, en Inde. Ouvert le 6 mars 2024, il compte une seule ligne de six stations.
L'étude de faisabilité a été réalisée en 2016 et le gouvernement a approuvé le projet au début de 2019. Le métro devrait à terme comporter une seconde ligne pour atteindre une longueur totale d'environ 30 km.

## Histoire
En juillet 2016, le rapport de projet détaillé (DPR) a été préparé par le RITES (en) (Rail India Technical and Economic Service) et soumis au gouvernement de l'État.
Le 28 février 2019, le gouvernement de l'Union a approuvé le projet de métro à Agra d'une valeur de 8 379,62 crores.
Le 6 mars 2024, le premier tronçon du métro ouvre sur la ligne jaune. Il comporte 6 stations pour 6,5 km de longueur. La section ouverte va du temple de Mankameshwar à la porte Est du Taj.

## Points forts du projet
Le projet de métro d'Agra comprend deux lignes qui traverseront le cœur de la ville et relieront des sites touristiques tels que le Taj Mahal, le fort d'Agra et Sikandra (mausolée d'Akbar), ainsi que plusieurs gares et les zones résidentielles densément peuplées environnantes.
Les points forts de ces lignes incluent : La longueur de la ligne de Sikandra à Taj East Gate est de 14 km. La ligne est partiellement surélevée et partiellement souterraine et comprend 13 stations (6 surélevées et 7 souterraines) ; la longueur de la ligne Agra Cantt - Kalindi Vihar est de 15,40 km. La ligne comprend 14 stations, toutes surélevées ; le coût estimatif du projet est de 8 379,62  et le projet devrait être achevé après cinq ans de travaux.

## Tracé

### Stations

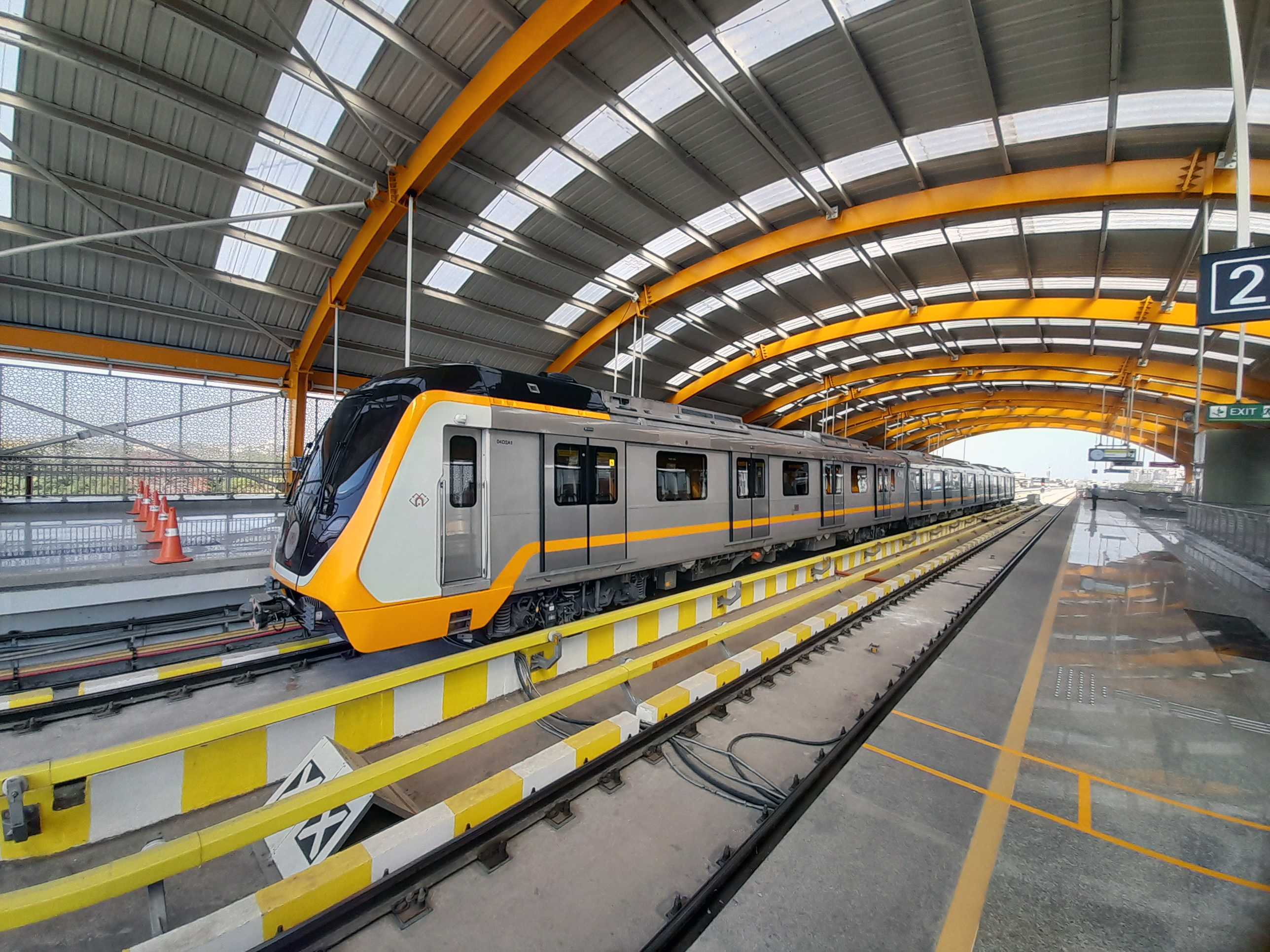
Vue de la station Fatehabad Road.

- Mankameshwar
- Agra Fort
- Taj Mahal
- Fatehabad Road
- Basai
- Taj East Gate